# Giorgos Panagi
Giorgos Panagi (en griego: Γιώργος Παναγή) (Lárnaca, Chipre, 3 de noviembre de 1986) es un futbolista internacional chipriota. Juega de centrocampista y su equipo actual es el Omonia Aradippou.

## Biografía
Giorgos Panagi empezó su carrera futbolística en las categorías inferiores de un equipo de su ciudad natal, el Nea Salamis Famagusta. En 2002 pasa a formar parte de la primera plantilla del club. El equipo acababa de ascender a primera división y el objetivo de esa temporada era la permanencia, aunque finalmente no se consiguió y el club acabó descendiendo. En 2004 el Nea Salamis vuelve a ascender a la máxima categoría. 
En 2007 firma un contrato con su actual club, el Anorthosis Famagusta. Con este equipo se proclama campeón de Liga en su primera temporada. En verano el club consigue clasificarse para la fase final de la Liga de Campeones de la UEFA, haciendo historia al ser el primer equipo chipriota en conseguirlo.

## Selección nacional
Ha sido internacional con la Selección de fútbol de Chipre, ha jugado 11 partidos internacionales.

## Clubes
| Club                         | País   | Año       |
| ---------------------------- | ------ | --------- |
| Nea Salamis Famagusta        | Chipre | 2002-2007 |
| Anorthosis Famagusta         | Chipre | 2007-2009 |
| AC Omonia                    | Chipre | 2009-2011 |
| Alki Larnaca                 | Chipre | 2011-2012 |
| Anagennisi Dherynia (cedido) | Chipre | 2012      |
| Ermis Aradippou              | Chipre | 2013      |
| Nea Salamina                 | Chipre | 2013-2014 |
| Omonia Aradippou             | Chipre | 2014-     |

## Títulos
- 1 Liga de Chipre (Anorthosis Famagusta, 2008)